# Pieter Pourbus

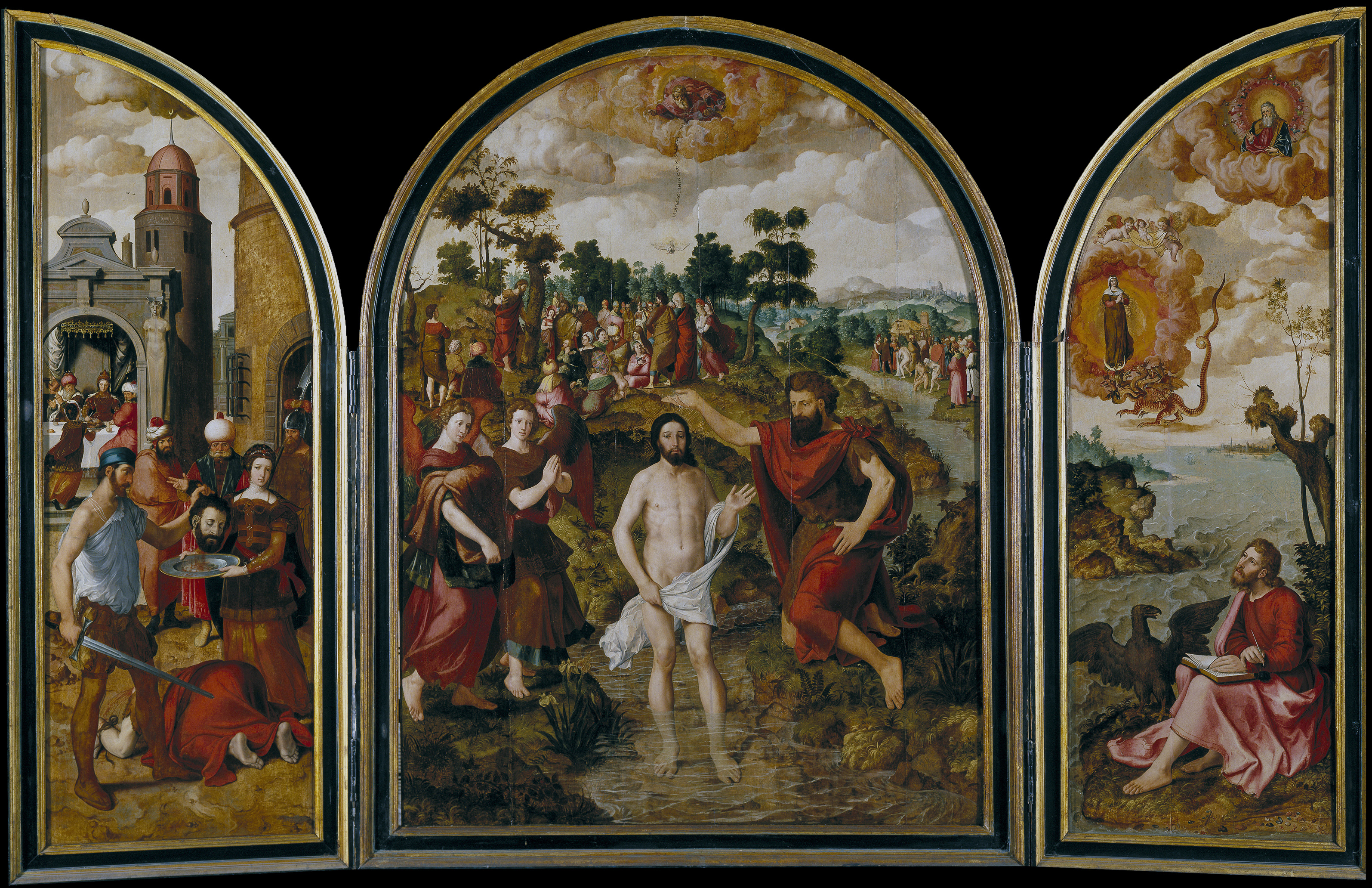
Tríptico de los santos Juanes,(1549), óleo sobre tabla, 241 x 377 cm, Madrid, Museo del Prado.

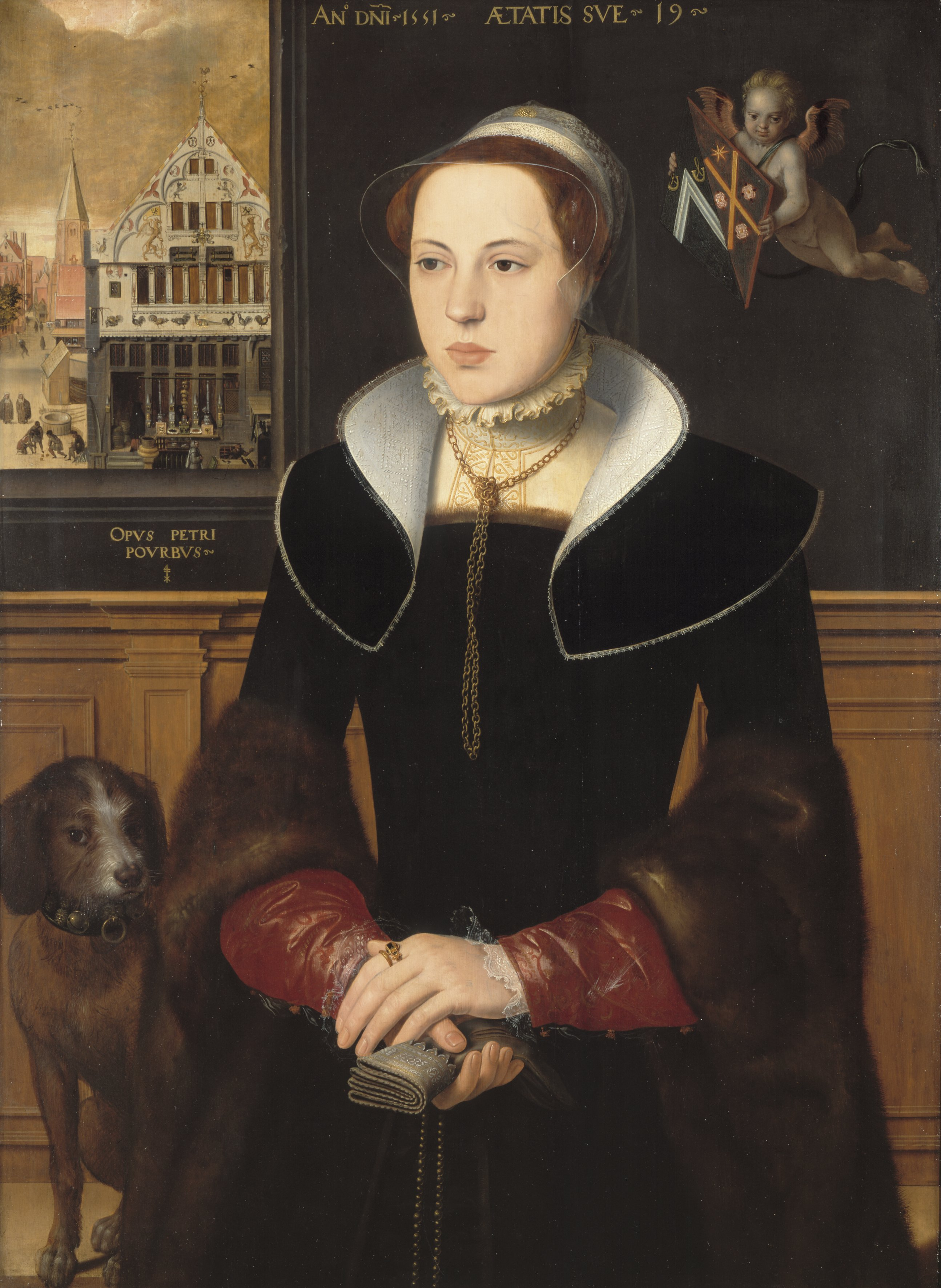
Retrato de Jacquemyne Buuck, 1551, óleo sobre tabla, 97,5 x 71,2 cm, Brujas, Museo Groeninge.

Pieter Pourbus (Gouda, 1523-Brujas, 1584) fue un pintor renacentista flamenco.

## Biografía
Establecido en Brujas hacia 1540, en 1543 fue admitido en el gremio de pintores de la ciudad; casi al mismo tiempo se casó con la hermana del pintor local Lancelot Blondeel. Permaneció en Brujas hasta su muerte en 1584. 
Destacó en los géneros del retrato, incluido el retrato de grupo, las escenas alegóricas y la pintura religiosa, como el monumental óleo El Juicio Final (228,5 x 181 cm) que se encuentra en el Museo Groeninge de Brujas. Su producción abarca 40 pinturas firmadas o documentadas y otras 30 atribuidas. También realizó diseños arquitectónicos con destino a la celebración de la entrada en Brujas del príncipe Felipe II en 1549. 
Su hijo Frans Pourbus el Viejo (1545-1581) y su nieto Frans Pourbus el Joven (1569-1622) fueron también pintores y discípulos junto con Antoon Claeissens.

## Obras en España
El Museo del Prado guarda un tríptico dedicado a los santos Juanes, con el Bautismo de Cristo en la tabla central, la degollación del Bautista y San Juan Evangelista en Patmos en las tablas laterales y los santos Pedro y Pablo en grisalla en las caras exteriores. También es de su autoría el tríptico de La pasión de Cristo de la Concatedral de Soria, que se tenía por obra de Pedro de Campaña, y que ha sido restituido a Pierre Pourbus el Viejo por el historiador de arte Matías Díaz Padrón. Otras obras relacionadas con el taller de Pourbus conservan el Museo de Bellas Artes de Sevilla (Bautismo de Cristo) y el Museo Lázaro Galdiano (Retrato de un monje con breviario).